# Бараси (Ђенова)
Бараси је насеље у Италији у округу Ђенова, региону Лигурија.
Према процени из 2011. у насељу је живело 44 становника. Насеље се налази на надморској висини од 227 м.